# Santa María de Nieva
Pour les articles homonymes, voir Nieva (homonymie).
Santa María de Nieva est une ville du nord du Pérou, capitale de la province de Condorcanqui; elle est également le chef-lieu du district de Nieva. 
La ville est située à l'embouchure de la rivière Nieva avec le Río Marañón, dont elle constitue un affluent. 
Le climat tropical y est chaud et humide. L'altitude de la ville est de 190 m et les températures peuvent atteindre 32 °C pour des précipitations annuelles moyennes d'environ 2500 mm.
La plupart des habitants vivent de l'agriculture, de la pêche fluviale, de l'exploitation du bois, de l'élevage et du commerce des produits de la région.